# Cappella ecumenica

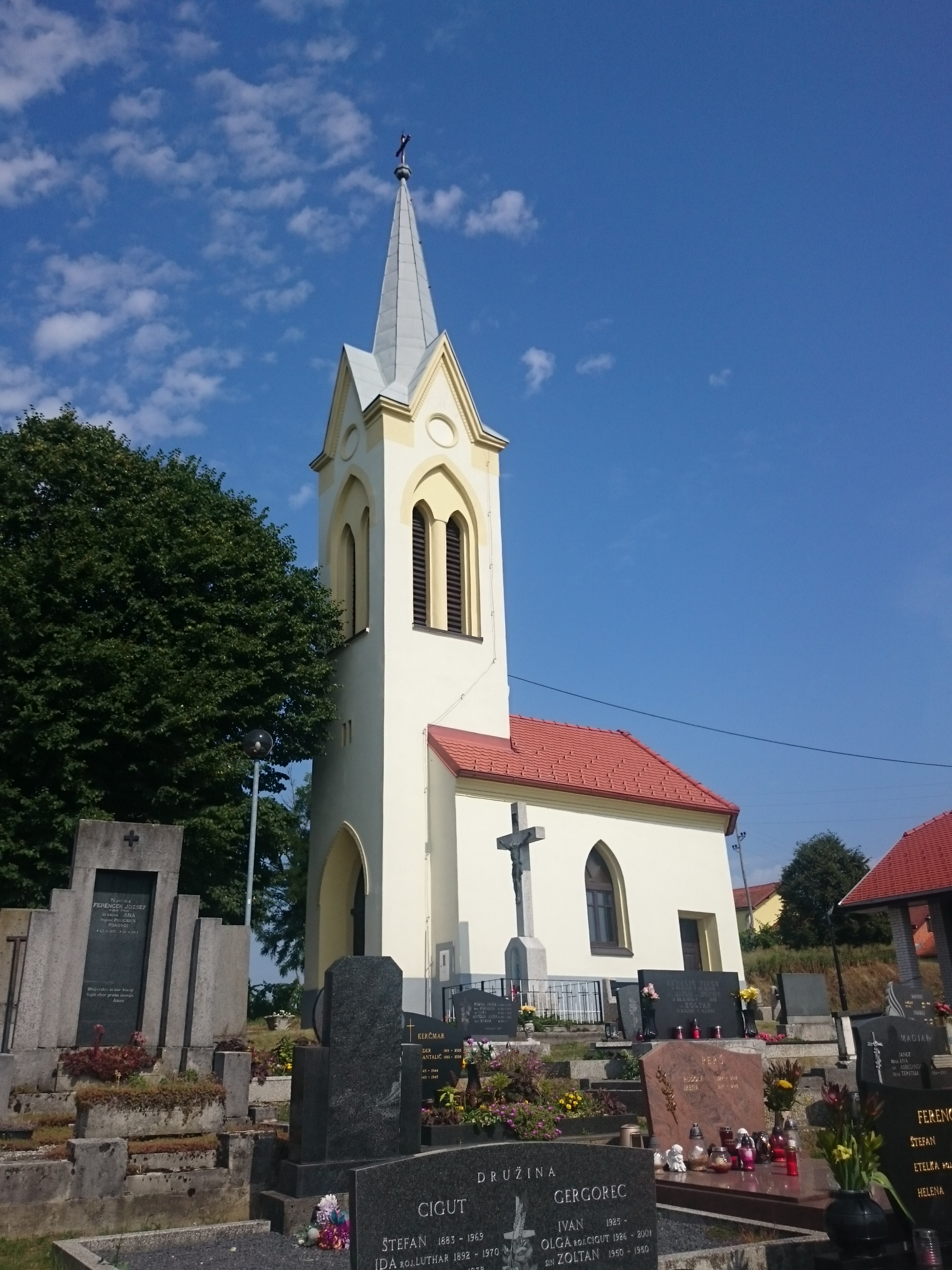
Cappella ecumenica del cimitero di Vučja Gomila

Le cappelle ecumeniche sono edifici religiosi "che intendono offrire spazi di preghiera, di silenzio, di riflessione, al di là delle specificità confessionali. Si definisce pertanto ecumenico un luogo in cui possono trovare ospitalità i credenti appartenenti a tutte le Confessioni cristiane" e "in cui gli elementi, gli arredi, i simboli, invece di indicare confini ben chiari, offrono un senso di familiarità, mettendo al primo posto la Parola di Dio e la fede in Gesù Cristo Salvatore". 

## Tipologie
Le tipologie più comuni sono:
- ambienti di preghiera presenti in centri di spiritualità di ispirazione ecumenica o con attenzione particolare a questa realtà
- luoghi di culto messi a disposizione di confessioni religiose minoritarie che non ne hanno uno proprio (in luoghi turistici, in parrocchie caratterizzate da forte multiculturalità degli abitanti, in università o simili)
- spazi in luoghi di culto dedicati a santi particolarmente venerati anche da altre chiese
- luoghi simbolo, destinati a celebrare l'affermarsi della sensibilità ecumenica e a ospitare culti comuni tra diverse confessioni.

A volte vengono definite ecumeniche le cappelle aeroportuali e fieristiche, anche se, essendo per lo più destinate alla preghiera singola di fedeli di passaggio a qualunque religione appartengano e indipendentemente dal loro desiderio di unità, si tratta di un'accezione dell'aggettivo 'ecumenico' molto allargata rispetto a quella abitualmente in uso. 

## Gli esempi italiani

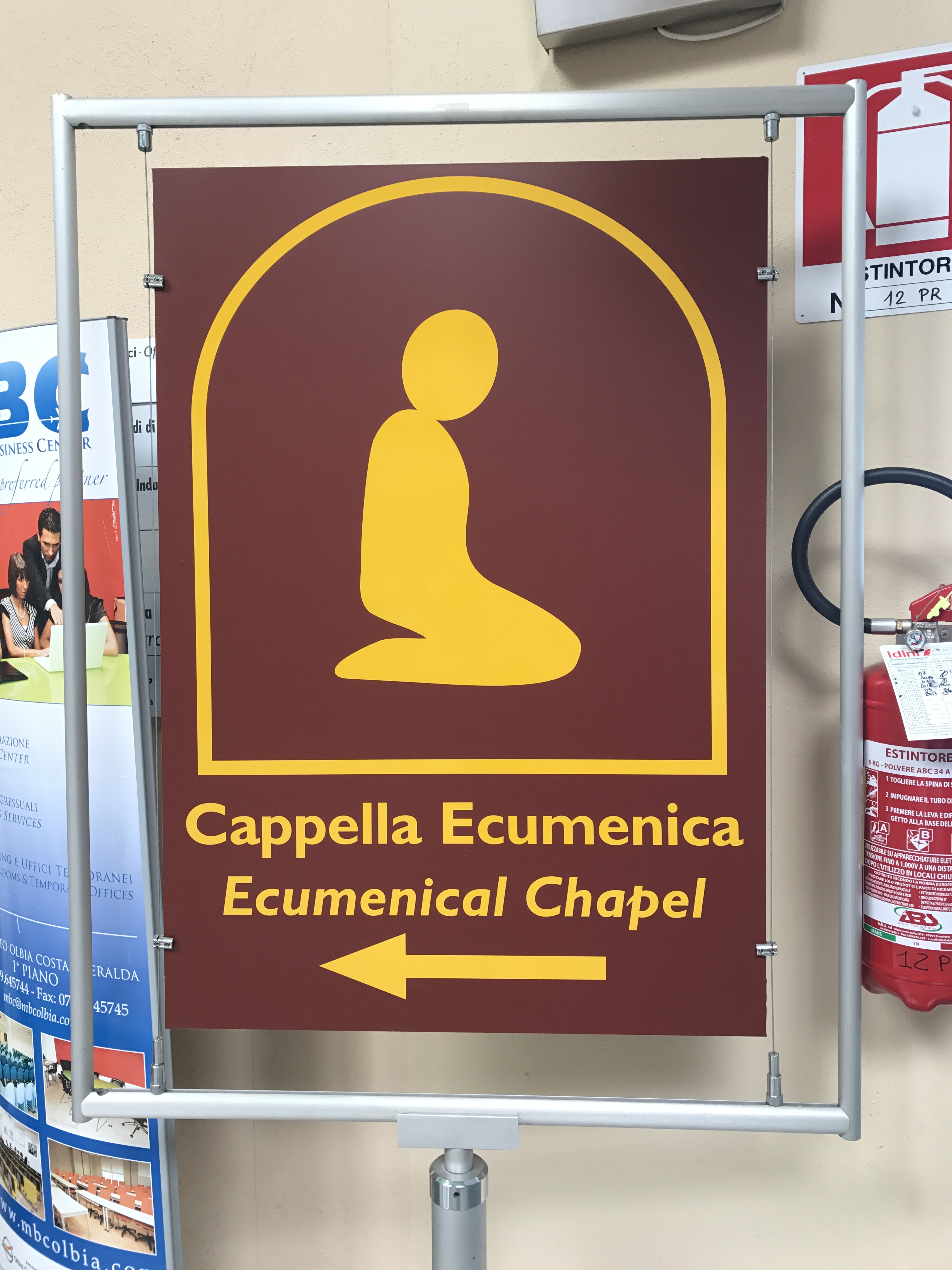
Indicazioni per una cappella ecumenica presso l'aeroporto di Olbia nel 2017

Contrariamente ad alcuni paesi nordeuropei e agli Stati Uniti, dove la presenza delle cappelle ecumeniche è diffusa, in Italia gli esempi sono circa una ventina: 
- I centri ecumenici con ambienti di preghiera più noti sono: i monasteri della Comunità di Bose, i centri di Loppiano e Trento del Movimento dei Focolari, il centro ecumenico di Agape, quello di La Polse di Cougnes a Udine, la Cittadella Ecumenica di Taddeide, l'eremo di San Pietro alle Stinche.
- Tra quelle della seconda categoria ricordiamo:
  - quella di san Giuseppe alla Parrocchia Sacro Cuore alle Terme (Abano Terme), una delle prime testimonianze in Italia, che risale al 1966[3]
  - quella di palazzo Galasso a Trento[4]
  - quella della chiesa di Gesù Salvatore a Milano 3[5] inaugurata nel 1988 e progettata da Giancarlo Ragazzi[6]
  - quella dell’Università IULM di Milano del 2003, sede del Centro di Pastorale Universitaria della Diocesi Ambrosiana
- Alla terza categoria appartengono:
  - a Roma la cappella ecumenica nella basilica di san Paolo fuori le mura voluta nel 2007 da papa Benedetto XVI in occasione dell'anno paolino per il culto dei cristiani non cattolici in visita alla tomba del santo[7].
  - la cappella dedicata a san Teodoro d'Amasea nella cattedrale di Brindisi (si tratta in questo caso di ecumenismo soltanto bilaterale)
- Nella quarta vanno annoverate:
  - la cappella presso la sede del Centro Diocesano per l’Ecumenismo e il Dialogo interreligioso di Trento[8]
  - quella della parrocchia di San Floriano nel comune di Castefranco Veneto[9]

## L'architettura
L'interesse degli architetti americani e nordeuropei per questo tipo di costruzione si sviluppa nel primo dopoguerra e in particolare a partire dalla cappella di Eero Saarinen al MIT (Cambridge di Boston - USA) del '55. In Italia, invece, sarà soltanto dopo l'apertura ecumenica del concilio Vaticano II che si aprirà la riflessione e il dibattito, peraltro quasi esclusivamente incentrato sulle esperienze architettoniche estere stante le scarse committenze nazionali.
Dal 2007 la progettazione di edifici di carattere ecumenico ha cominciato ad interessare il mondo delle mostre e dei premi: 
- Nel 2007 alla Biennale Internazionale di Architettura "Barbara Cappochin" (Padova) risulta vincitore l'architetto finlandese Matti Sanaksenaho per la realizzazione della Cappella Ecumenica d'Arte dedicata a Sant'Enrico a Turku, in Finlandia[11].
- Nel 2017 si solge il Rome Contemporay Chapel, un confronto tra studenti e giovani architetti, organizzato da ArchMedium, volto a progettare un luogo di culto interreligioso[12].
- Nel 2017 la terza tappa del simposio internazionale "Le Arti e l’ecumenismo: 1517-2017", organizzato nell'occasione del V centenario della Riforma Protestante viene tenuta in Italia (a Firenze)[13].
- Nel 2018 la Biennale di Architettura di Venezia ospita, curati da Francesco Dal Co, i progetti di dieci cappelle[14]  commissionati dalla Chiesa Cattolica a dieci fra i più prestigiosi architetti del mondo di diverse confessioni religiose[15].